# Sitobion kamtshaticum
Sitobion kamtshaticum är en insektsart. Sitobion kamtshaticum ingår i släktet Sitobion och familjen långrörsbladlöss. Inga underarter finns listade i Catalogue of Life.